# Stazione di Marina di Pisa
La stazione di Marina di Pisa era una stazione ferroviaria posta sulla ferrovia Pisa-Tirrenia-Livorno al servizio della città di Pisa. Operò dal 1932 al 1960, anno in cui venne dismessa insieme all'intera linea.

## Storia
L'impianto venne inaugurato il 21 settembre 1932 col tratto di linea proveniente da Pisa Sant'Antonio sotto la gestione della PCC (Società Italiana per le Ferrovie Economiche e Tramvie a Vapore della Provincia di Pisa). Durante la seconda guerra mondiale la stazione e la linea stessa vennero gravemente danneggiate dai bombardamenti, l'impianto riportò seri danni al piazzale e ai deviatoi; il tratto di linea da Pisa venne ripristinato con un considerevole ritardo il l'11 luglio 1946. Venne soppressa il 15 settembre 1960 insieme alla linea stessa, considerata non più conveniente dal ministero dei trasporti.
Nel corso del 2020 è stato aperto un percorso ciclabile di 12.8 km chiamato ciclopista del Trammino, interamente in sede protetta, ricalcante il percorso della ferrovia dal quartiere di Porta a Mare fino alla vecchia stazione.

## Strutture e impianti

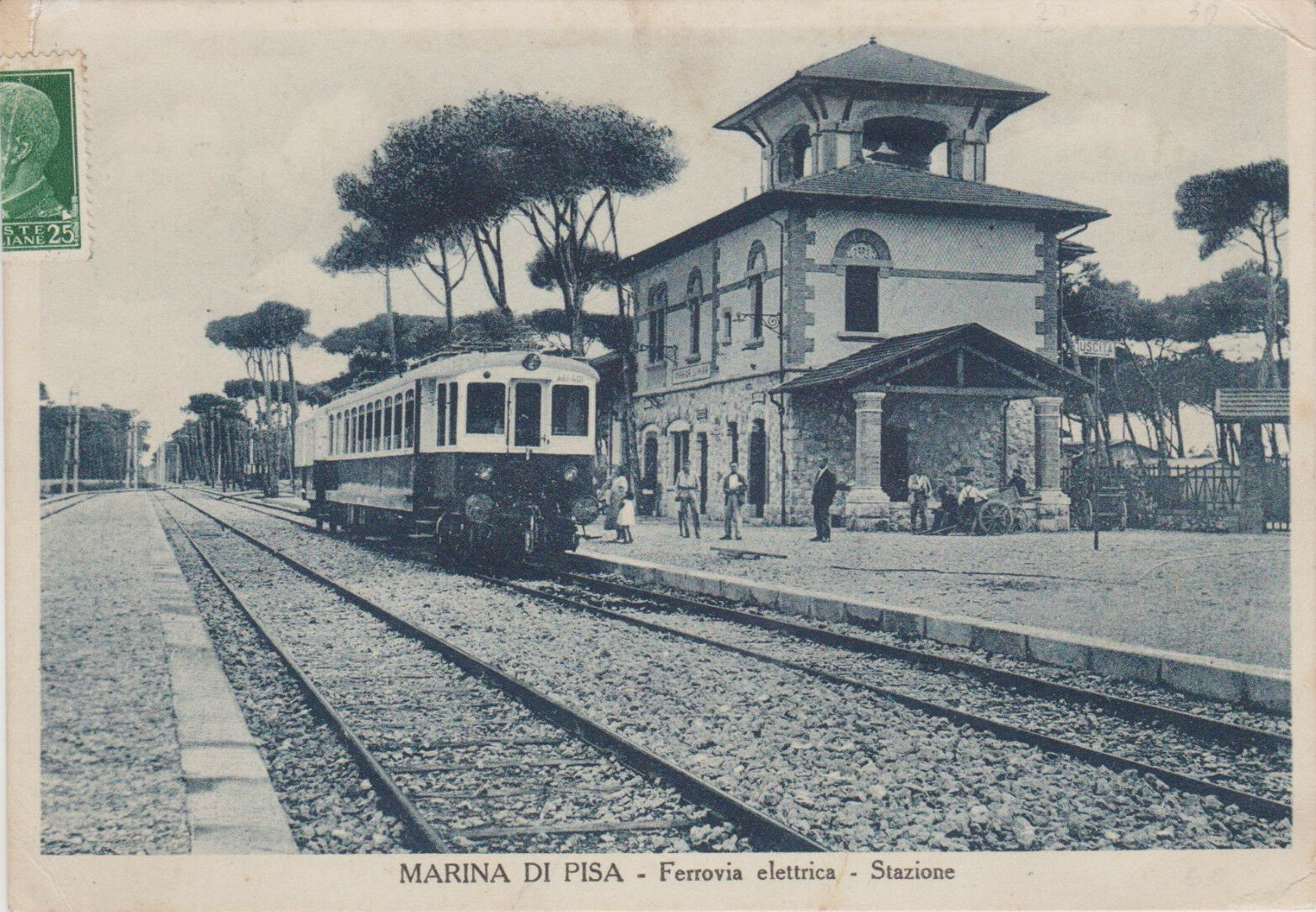
Un'automotrice AEz in sosta sul primo binario nel 1937

La stazione si componeva di un fabbricato viaggiatori a due piani con annesso magazzino merci, servito da un binario tronco, e da 3 binari di circolazione di cui due su tracciato deviato e uno di corretto tracciato per la linea, serviti da banchina. Era dotata di segnalamento ad ala.
Nel 2020 il piazzale, fino ad allora in stato di abbandono, venne parzialmente recuperato per la costruzione della ciclovia che ricalca il tracciato della ferrovia; i binari e le banchine risultavano ancora presenti.

## Interscambi
La stazione permise per pochissimo tempo, a malapena due mesi, l'interscambio con la tranvia Pisa-Marina di Pisa, dismessa nel novembre del 1932.
- Fermata tram